# Pitta angolensis
La pita angoleña (Pitta angolensis) es una especie de ave paseriforme de la familia Pittidae propia del África subsahariana tropical. Es un pájaro difícil de ver a pesar de su colorido plumaje, y también de difícil de escuchar. Se alimenta entre la hojarasca de los bosques de ribera o costeros, o el miombo. Suele estar activo alimentándose en el suelo principalmente al amanecer y al atardecer, y durante el resto del día pasa grandes periodos sin moverse. Suele criar después de las lluvias realizando exhibiciones en el nivel medio del bosque.

## Descripción
Ambos sexos tienen un aspecto similar. Presenta un patrón listado en la cabeza. Tiene tres listas negras, la lista pileal central y un par de anchas listas que van del lorum a la nuca. También presenta dos listas pileales laterales de color ocre amarillento y listas superciliares blancas. Su garganta es de color rosa salmón claro. Su pecho, flancos y parte superior del vientre son de color amarillo mostaza, con cierto tono verdoso en el pecho. Algunos ejemplares del oeste tienen el pecho muy verdoso. Las coberteras de las alas son de color verde intenso con las puntas de color azul turquesa, o negras con puntas azul turquesa o azul oscuro. Su manto y espalda son verdes, y su obispillo y parte superior de la cola son de color azul turquesa claro. Sus alas son redondeadas, con primarias negras con puntas blancas. La base de las primarias centrales forman un cuadrado blanco, muy visible en vuelo. Su vientre y base inferior de la cola son de color rojo escarlata. Sus patas son rosadas. Los inmaduros tienen plumajes más apagados, en los que el vientre es rosado. y su garganta de color beige.

## Taxonomía
Fue descrito científicamente en 1816 por el ornitólogo francés Louis Jean Pierre Vieillot.
Su pariente más cercano es la pita pechiverde (Pitta reichenowi) que la sustituye en los bosques densos del interior del África tropical. Juntos forman una superespecie de amplia distribución, que colonizó África relativamente recientemente desde oriente.
Se reconocen tres subespecies:
- P. a. pulih Fraser, 1843 – ocupa las regiones costeras de África occidental
- P. a. angolensis Vieillot, 1816 – se extiende por el oeste de África central;
- P. a. longipennis Reichenow, 1901 – se encuentra en el interior de África y África oriental.[12]

## Hábitat
Es un ave migratoria en parte de su área de distribución, en el sureste de África y la cuenca del Congo. Su hábitat reproductivo en el sureste de África con los bosques caducifolios de ribera, con zonas de sotobosque denso y algunos claros. Sin embargo, durante la migración hace paradas en cualquier zona de bosque o matorral.
Los árboles muertos y las ramas despejadas son sus lugares preferidos para posarse cuando realizan sus exhibiciones de cría. Son más numerosas en las zonas donde la vegetación está intacta, y escasean en los bosques de ribera despejados por los elefantes.

## Comportamiento
Se mueve a saltitos rápidos. Se alimenta en solitario entre la hojarasca, escarbando para poner al descubierto insectos y otros invertebrados. Suele agitar la cola mientras salta o corre cuando está asustada, o vuela a una rama más alta, donde se esconde manteniéndose agachada. Su vuelo es rápido y directo.

### Reproducción

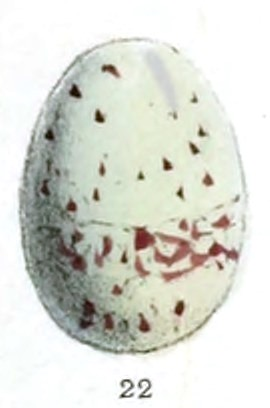
Su huevo mide 28 por 23,5 mm.

Son aves monógamas, que realizan que realizan exhibiciones de cortejo durante varias semanas al principio de la época de cría. Durante el cortejo los machos emiten una llamada explosiva que llega muy lejos de tipo "quoip" mientras están posados en una rama lateral en el nivel medio de la compa del árbol. Al mismo tiempo abren las alas para mostrar la base blanca de sus plumas primarias. Las parejas suelen estar separadas 150 metros de distancia unas de otras.
Su nido es una estructura cubierta desordenada, formada por palitos, hierba y hojas secas. Su interior está forrada por tallos más finos, zarcillos y algunas hojas secas. Suele estar situado a entre 2 y 4 metros del suelo, en la bifurcación de una rama de un árbol joven o entre las ramas espinosas de una Acacia, Ziziphus, Ximenia o Dichrostachys. Suelen usar el borde prominente de la entrada lateral como plataforma de aterrizaje. Ponen los huevos entre noviembre y diciembre en el sureste de África, y dejan de emitir cantos en el momento que empieza la incubación. Suelen poner entre tres y cuatro huevos. Los huevos son blancos o de color crema, con motas grises y pardo rojizas oscuras cerca del extremo más grueso. Sus polluelos son altriciales y nidícolas.

## Migración
La subespecie P. a. longipennis pasa el invierno austral en los bosques del oeste de Uganda llegando al norte hasta el bosque de Budongo, y la costa de Kenia alcanzando hasta las ruinas de Gede. Se encontró un individuo en la reserva del bosque de Minziro, en el noroeste de Tanzania, que se hallaba en un estado de muda avanzado, lo que indica que el área es un límite suroriental de su área no reproductiva.
Llegan al sur de África a finales desde octubre, aunque principalmente entre noviembre y principios de diciembre. Casi nunca crían al norte del valle de Rukwa y el río Rufiji en Tanzania, y ninguno más al sur del centro de Mozambique. Parten de nuevo en febrero, aunque ocasionalmente pueden llegar a hacerlo hasta abril. Estudios de los anillamientos en los montes de Pugu y Mufindi han confirmado los periodos de la migración hacia el noroeste. Suelen encontrarse aves exhaustas y muertas durante la migración, especialmente de noviembre a diciembre y de abril a junio.

## Estado de conservación
Se ha notado un declive en bosques costeros de Kenia después de 1983. Se ha denunciado el peligro de las luces de los edificios en la costa de Tanzania, que pueden suponer un riesgo de colisión mientras las pitas están en migración nocturna. Su hábitat de cría en el valle del Zambeze ha sufrido el impacto del exceso de elefantes, y la expansión de la agricultura. La pérdida de hábitat y su fragmentación continúan.